# Anthribatus
Anthribatus is een kevergeslacht uit de familie van de boktorren (Cerambycidae). De wetenschappelijke naam van het geslacht werd voor het eerst geldig gepubliceerd in 1896 door Fairmaire.

## Soorten
Anthribatus is monotypisch en omvat slechts de volgende soort:
- Anthribatus nivosus Fairmaire, 1896